# Abbendorf (Diesdorf)
Abbendorf ist ein Ortsteil des Fleckens Diesdorf im Altmarkkreis Salzwedel in Sachsen-Anhalt.

## Geographie
Abbendorf, ein Dorf mit Kirche, liegt zwei Kilometer östlich von Diesdorf in der Altmark. Im Süden von Abbendorf fließt der Nonnenbach, der im Osten in den Molmker Bach übergeht. Das Dorf ist umgeben vom Landschaftsschutzgebiet Salzwedel-Diesdorf.
Nachbarorte sind Diesdorf im Westen, Fahrendorf im Nordosten, Hohenböddenstedt im Osten, Dankensen im Süden und Mehmke im Südwesten.

## Geschichte

### Mittelalter bis Neuzeit
Abbendorf, ursprünglich als Rundplatzdorf (Rundling) erbaut, wurde erstmals im Jahre 1160 als Abbanthorp in einer Schenkung an das Kloster Diesdorf erwähnt. Weitere Nennungen sind 1242 Abbenthorp, 1289 villa abbendorf und 1330 Abbendorpe. Im Landbuch der Mark Brandenburg von 1375 wird das Dorf als Appendorp aufgeführt, das mit der Mühle zum Kloster Diesdorf gehörte.
Im Jahre 1687 heißt es Abbendorff und schließlich 1804 Abbendorf, ein Dorf mit zwei Schmieden, zwei Rademachern, einer Wassermühle an der Molmke und Hopfenanbau. Die Wassermühle am Molmker Bach befand sich am östlichen Dorfausgang.
Im Jahre 1953 wurde eine erste Landwirtschaftliche Produktionsgenossenschaft, die LPG Typ III „Ethel und Julius Rosenberg“ gegründet.
In den Jahren 1981 bis 1987 wurde die alte Abbendorfer Dorfschmiede aus dem Jahr 1697 abgebaut, um sie in das Freilichtmuseum Diesdorf umzusetzen. 1986 fand ein Museumsmitarbeiter ein Steinbeil aus grauem Felsgestein, das direkt an der Esse mit eingemauert worden war.

### Wüstung Römke
Die Wüstung Römke (auch Römbke) liegt zwei Kilometer nördlich von Abbendorf am Waldrand und war ursprünglich eine Kolonie, die möglicherweise auf einer bestehenden Wüstung angelegt worden war.

### Herkunft des Ortsnamens
Jürgen Udolph führt den Ortsnamen auf den altsächsischen Personennamen „Abbo“ und einer altsächsischen Form für „Dorf“ zurück.

### Eingemeindungen
Ursprünglich gehörte das Dorf zum Salzwedelischen Kreis der Mark Brandenburg in der Altmark. Von 1807 bis 1813 lag es im Kanton Diesdorf auf dem Territorium des napoleonischen Königreichs Westphalen. Nach weiteren Änderungen kam die Gemeinde 1816 zum Kreis Salzwedel, dem späteren Landkreis Salzwedel.
Am 20. Juli 1950 wurden die bis dahin eigenständigen Gemeinden Dankensen und Hohenböddenstedt aus dem Landkreis Salzwedel eingegliedert. Am 25. Juli 1952 kam die Gemeinde Abbendorf zum Kreis Salzwedel. Am 1. Januar 1974 wurde Peckensen aus dem Kreis Salzwedel eingemeindet. Am 1. Januar 1991 wurde Abbendorf zusammen mit Waddekath nach Diesdorf eingemeindet.

### Einwohnerentwicklung
| Jahr | Einwohner |
| ---- | --------- |
| 1734 | 202       |
| 1774 | 230       |
| 1789 | 187       |
| 1798 | 191       |
| 1801 | 187       |
| 1818 | 227       |
| 1840 | 320       |

| Jahr | Einwohner |
| ---- | --------- |
| 1864 | 356       |
| 1871 | 336       |
| 1885 | 338       |
| 1892 | [00]355   |
| 1895 | 315       |
| 1900 | [00]304   |
| 1905 | 306       |

| Jahr | Einwohner |
| ---- | --------- |
| 1910 | [00]346   |
| 1925 | 337       |
| 1939 | 306       |
| 1946 | 513       |
| 1964 | 536       |
| 1971 | 489       |
| 1981 | 515       |

| Jahr | Einwohner |
| ---- | --------- |
| 2015 | [00]184   |
| 2018 | [00]175   |
| 2020 | [00]175   |
| 2021 | [00]168   |
| 2022 | [00]159   |
| 2023 | [0]154    |

Quelle, wenn nicht angegeben, bis 1981

## Religion
- Die evangelische Kirchengemeinde Abbendorf, die früher zur Pfarrei Diesdorf gehörte,[18] wird heute betreut vom Pfarrbereich Diesdorf im Kirchenkreis Salzwedel im Bischofssprengel Magdeburg der Evangelischen Kirche in Mitteldeutschland.[19] Die ältesten überlieferten Kirchenbücher für die Pfarrei Diesdorf stammen aus dem Jahre 1815.[20]
- Die katholischen Christen gehören zur Pfarrei St. Laurentius in Salzwedel im Dekanat Stendal im Bistum Magdeburg.[21]

## Kultur und Sehenswürdigkeiten

### Kirche
Die evangelische Dorfkirche Abbendorf ist ein stattlicher Backsteinsaal von 1875, möglicherweise nach Plänen von Friedrich August Stüler. Vom mittelalterlichen Vorgängerbau aus Feldstein wurde der Chor mit 7⁄12-Schluss übernommen, jedoch erhöht und mit neuen Fenstern. Bereits die ursprünglichen Öffnungen sind spitzbogig mit Backsteinlaibungen ausgeführt. Im Innern sind in Chor und Schiff Kreuzrippengewölbe mit Birnstabrippen eingezogen, der breitere spitzbogige Triumphbogen ist noch mittelalterlich.
Das Hauptstück der Ausstattung ist ein Schnitzaltarretabel vom Ende des 15. Jahrhunderts, das 1971 restauriert wurde. Es zeigt im Schrein die Mondsichelmadonna und seitlich vier Reliefs aus dem Marienleben, in den Flügeln die zwölf Apostel. Vermutlich gleichzeitig sind ein kleiner Kruzifixus und eine trauernde Maria entstanden, die über dem Schrein angebracht waren. Zwei beachtenswerte Schnitzfiguren vom Anfang des 16. Jahrhunderts stellen ein kleines Vesperbild und einen unterlebensgroßen Christophorus dar. Die hölzerne Kanzel mit einer hölzernen Stützsäule ist auf das Jahr 1734 datiert. Die Sandsteintaufe, die Orgel und das schlichte Gestühl stammen aus dem 19. Jahrhundert.

### Kriegerdenkmal
Das 1921 errichtete Kriegerdenkmal, ein großer Findling, wurde 2005 im Rahmen der Dorferneuerung saniert und um eine Gedenktafel für die gefallenen Soldaten des Zweiten Weltkrieges ergänzt.

## Wirtschaft und Infrastruktur
Der größte Betrieb im Ort ist die Agrar-Erzeugergemeinschaft Abbendorf. Die Genossenschaft entstand im Jahre 1990 aus der LPG (T) „Altmark“ Abbendorf.

### Verkehrsanbindung
Durch den Ort führt die Landesstraße 11.
Es verkehren Linienbusse und Rufbusse der Personenverkehrsgesellschaft Altmarkkreis Salzwedel.